# Воинское кладбище № 64 (Бартне)
Воинское кладбище № 64 — Бартне (пол. Cmentarz wojenny nr 64 - Bartne) — воинское кладбище, находящееся в окрестностях села Барте в гмине Сенкова, Горлицкий повят, Малопольское воеводство. Кладбище входит в группу Западногалицийских воинских захоронений времён Первой мировой войны. На кладбище похоронены военнослужащие Австро-Венгерской и Российской армий, погибшие во время Первой мировой войны в мае 1915 года.

## История
Кладбище было построено Департаментом воинских захоронений К. и К. военной комендатуры в Кракове в 1915 году по проекту австрийского архитектора Ганса Майра. На кладбище площадью 317 квадратных метра находится 15 братских и 22 индивидуальных могил, в которых похоронены 55 русских солдат.
В конце XX века кладбище было полностью отреставрировано. Возле кладбища находится памятный крест, называемый местными жителями «талергофским» и установленный в 1933 году. Этот крест посвящён памяти в память о лемках, которые погибли в концентрационном лагере «Талергоф».